# ラスト・ナイト・ウェン・ウィ・ウェア・ヤング
「ラスト・ナイト・ウェン・ウィ・ウェア・ヤング」（原題：Last Night When We Were Young）は、1935年に発表されたポピュラーソング。ハロルド・アーレンが作曲、エドガー・イップ・ハーバーグが作詞した。

## 主な録音アーティスト
- ジュディ・ガーランド[2]
- トニー・ベネット[3]
- フランク・シナトラ[4][5]
- ヴィック・ダモーン
- トミー・フラナガン[6][7]
- アート・ファーマー
- サラ・ヴォーン[8]
- ケニー・バレル
- メル・トーメ＆ジョージ・シアリング
- カーメン・マクレエ
- ペギー・リー
- カーリー・サイモン